# Werner Rosenthal

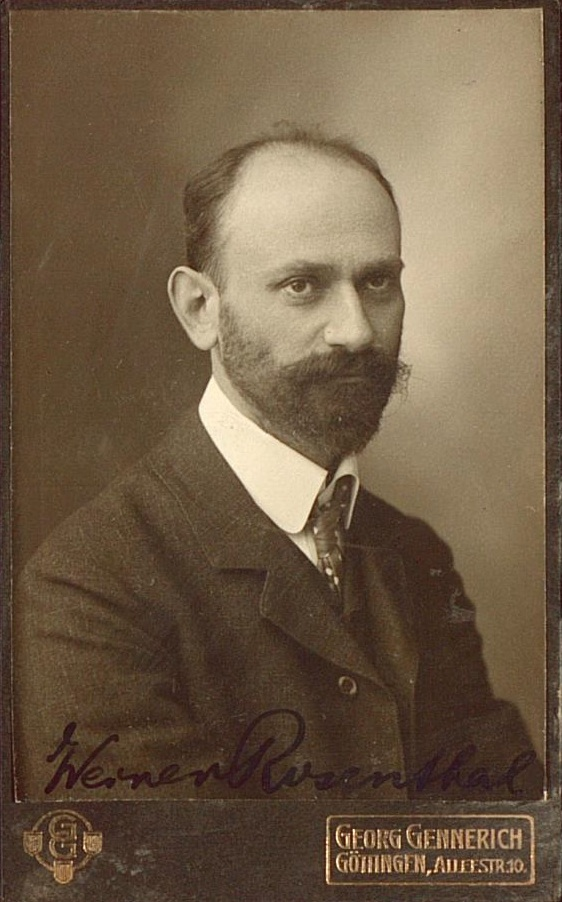
Werner Rosenthal

Werner Heinrich Eduard Samuel Rosenthal (ur. 24 czerwca 1870 w Berlinie, zm. w kwietniu 1942 w Yercaud, Selam) – niemiecki lekarz, patolog, profesor nadzwyczajny higieny na Uniwersytecie w Getyndze.
Urodził się w 1870 roku jako jedyne dziecko Isidora Rosenthala (1836–1915) i Anny z domu Hoeber (1841–1924). Studiował na Uniwersytecie w Erlangen (1888–1890, 1891–1893), Uniwersytecie Fryderyka Wilhelma w Berlinie (1890/1891) i Uniwersytecie w Kilonii (1891). W 1893 roku przedstawił na Uniwersytecie w Erlangen dysertację doktorską Thermoelektrische Untersuchungen über die Temperaturvertheilung im Fieber, na podstawie której przyznano mu tytuł doktora medycyny magna cum laude. W 1898 roku pracował jako pierwszy asystent w instytucie patologiczno-anatomicznym Uniwersytetu w Erlangen u Gustava Hausera. W 1899 roku podjął pracę w instytucie patologicznym Uniwersytetu w Strasburgu u Friedricha von Recklinghausena i instytucie farmakologicznym u Oswalda Schmiedeberga. W roku akademickim 1905/1906 był asystentem w instytucie bakteriologicznym w Hildersheim.
W 1907 habilitował się na Uniwersytecie w Getyndze. W 1921 roku został profesorem nadzwyczajnym higieny. W 1934 roku emigrował razem z rodziną do Indii. Tam zmarł w 1942 roku.
W 1915 roku ożenił się z Eriką Deussen (1894–1956), córką Paula Deussena. Mieli trzy córki: Ruth, zamężną Sommer (1916–2002), Evę (1918–2005?) i Beate, zamężną Jencks (1922–2004).
Opisał zmianę neuropatologiczną, znaną do dziś jako włókna Rosenthala.
Niemieckie Towarzystwo Neuropatologii i Neuroanatomii (Deutsche Gesellschaft für Neuropathologie und Neuroanatomie) przyznaje od 2010 roku nagrodę jego imienia.

## Wybrane prace
- Thermoelektrische Untersuchungen über die Temperaturvertheilung im Fieber. Veit, 1893
- Thermoelektrische Untersuchungen über die Temperaturvertheilung im Fieber. Archiv für Anatomie und Physiologie, Physiologische Abth. ; Suppl., Jg. 1893
- Beobachtungen über die Variabilität der Bacterienverbände und der Colonieformen unter verschiedenen physikalischen Bedingungen W: Festschrift Herrn Professor Dr. F. A. v. Zenker, Prof. der path. Anatomie in Erlangen, zur Vollendung seines 70. Lebensjahres gewidmet. Leipzig: F. C. W. Vogel, 1895
- Die Pulsionsdivertikel des Schlundes ; Anatomie, Statistik, Ätiologie. Leipzig: G. Thieme, 1902
- Untersuchungen über die Filtration von Hühnerpestvirus und von feinsten Bakterien und über die Eigenschaften poröser Filter (1908)
- Die Volkskrankheiten und ihre Bekämpfung. Leipzig: Quelle & Meyer, 1909
- Das Grubenklima in tiefen Kalibergwerken und seine Einwirkung auf die Bergleute (1910)
- Tierische Immunität. Braunschweig: Vieweg, 1914
- Prolegomena zur Immunitätslehre[4]. 1932
- Psychogen Bedingte oder Allergische Symptome nach chronischer Kohlenoxydeinwirkung?[5] 1933